# Literatura da Romênia
A literatura da Romênia diz respeito, não só às obras de autores daquele país, mas também àquelas escritas em língua romena. Os primeiros escritos em língua romena datam do século XVI, contudo, é possível encontrar palavras romenas (nomes de pessoas, lugares) em textos anteriores (séculos XI-XV). 
Nesta época, na qual poucas pessoas compreendiam o eslavo que era falado dentro das igrejas (que detinha maquinário tipográfico e gente capacitada), surgiu a necessidade de se publicar textos religiosos em língua nacional. Assim, aparecem na Transilvânia os primeiros manuscritos em língua romena, muito embora os mesmos não sejam datados, acredita-se que sejam anteriores ao primeiro documento datado: a Carta de Neacșu, uma carta escrita em 1521, endereçada a um juiz de Brasov, na Transilvânia. A publicação de textos religiosos foi um dos elementos que serviram para a unificação do idioma. A bíblia publicada em Bucareste (1688), por exemplo, contribuiu para generalizar o idioma falado na Muntênia, e impô-lo como fundamental a três regiões (Muntênia, Transilvânia e Moldávia).
Cabe aos historiadores o mérito de terem escrito as primeiras obras originais em romeno. A história da formação da Romênia foi relatada em forma de crônicas que datam em sua maior parte do século XVII.
Durante a formação da literatura moderna na Romênia, dois fatores marcaram uma nova orientação: o movimento denominado Escola Latina na Transilvânia, que girava em torno de ideais de nacionalismo, história e filologia; e a intensificação do contato com o Ocidente, que progressivamente desvinculou a influencia helênica exercida sobre a língua e cultura, trazendo-as para o mundo românico.